# Jewelry Box
Jewelry box – drugi album studyjny i debiutancki album japoński południowokoreańskiej grupy T-ara, wydany 6 czerwca 2012 roku przez wytwórnię EMI Music Japan. Został wydany w edycji regularnej i dwóch limitowanych. Zespół odbył również trasę koncertową T-ARA JAPAN TOUR 2012～Jewelry box～ promującą ich wydany album. Album osiągnął 2 pozycję w rankingu Oricon i pozostał na liście przez 16 tygodni, sprzedał się w nakładzie 104 478 egzemplarzy. Album zyskał status złotej płyty.

## Lista utworów
| Nr  | Tytuł                                                                                                | Słowa                                              | Kompozycja                      | Aranżacja                       | Czas |
| --- | --- | -------------------------------------------------- | ------------------------------- | ------------------------------- | ---- |
| 1.  | "Bo Peep Bo Peep" (Japanese ver.)                                                                    | zopp                                               | Shinsadong Tiger, Choi Gyu-sung | Shinsadong Tiger, Choi Gyu-sung | 3:47 |
| 2.  | "yayaya" (Japanese ver.)                                                                             | Takafumi Fujino                                    | E-Tribe                         | E-Tribe                         | 3:29 |
| 3.  | "Wae Ireoni" (jap. ウェイロニ U~eironi) (Japanese ver.)                                              | Magokoro Ikuta                                     | Kim Do-hoon, Lee Sang-ho        | Lee Sang-ho                     | 4:00 |
| 4.  | "Keep Out"                                                                                           | Ichino Onomiya                                     | Park Deok-sang, Crazy Park      |                                 | 3:20 |
| 5.  | "Apple is A" (Japanese ver.)                                                                         | Shōko Fujibayashi                                  | Cho Young-soo                   | Ahn Young-min                   | 3:10 |
| 6.  | "T.T.L ~Time to Love~" (Japanese ver.)                                                               | HI-D                                               | Kim Do-hoon                     | Lee Sang-ho                     | 3:40 |
| 7.  | "Roly-Poly" (Japanese ver.)                                                                          | Shinsadong Tiger, Choi Gyu-sung, Shōko Fujibayashi | Shinsadong Tiger, Choi Gyu-sung | Shinsadong Tiger, Choi Gyu-sung | 3:36 |
| 8.  | "LOVE ME! ~Anata no sei de kuruisō~" (jap. LOVE ME! 〜あなたのせいで狂いそう) (Japanese ver.)        | Ichino Onomiya Rap: zopp                           | Cho Young-soo, Kim Tae-hyun     | Cho Young-soo, Kim Tae-hyun     | 3:17 |
| 9.  | "Kojinmaru ~Uso~" (jap. コジンマル 〜嘘〜) (Japanese ver.)                                           | Kei                                                | Cho Young-soo                   | Cho Young-soo                   | 3:49 |
| 10. | "Breaking Heart ~Watashi ga totemo itakute" (jap. Breaking Heart 〜私がとても痛くて) (Japanese ver.) | Fujino Takafumi                                    | Shinsadong Tiger, Choi Gyu-sung | Shinsadong Tiger, Choi Gyu-sung | 3:18 |
| 12. | "Lovey-Dovey" (Japanese ver.)                                                                        | Shōko Fujibayashi                                  | Shinsadong Tiger, Choi Gyu-sung | Shinsadong Tiger, Choi Gyu-sung | 3:36 |
| 13. | "T-ARATiC MAGiC MUSiC"                                                                               | Shōko Fujibayashi                                  | Kang Ji-won, Kim Ki-beom        |                                 | 3:28 |

## Notowania
| Lista                       | Pozycja |
| --------------------------- | ------- |
| Oricon Daily Albums Chart   | 2       |
| Oricon Weekly Albums Chart  | 2       |
| Oricon Monthly Albums Chart | 6       |
| Oricon Yearly Albums Chart  | 65      |